# دان ایتسه
دان ایتسه (انگلیسی: Dan Itse؛ زاده ۲۱ مهٔ ۱۹۵۸) یک مهندس و مخترع اهل ایالات متحده آمریکا است. وی عضو مجلس نمایندگان ایالت نیوهمپشایر است